# Boz (Ain)
Boz is een gemeente in het Franse departement Ain (regio Auvergne-Rhône-Alpes). De gemeente telde 509 inwoners op 1 januari 2022.
Tussen 1899 en 1938 reed er een stoomtram langsheen de Saône tussen Saint-Trivier-de-Courtes en Trévoux met een station in Boz.

## Geografie
De oppervlakte van Boz bedroeg op 1 januari 2022 7,31 vierkante kilometer; de bevolkingsdichtheid was toen 69,6 inwoners per km².
De onderstaande kaart toont de ligging van Boz met de belangrijkste infrastructuur en aangrenzende gemeenten.

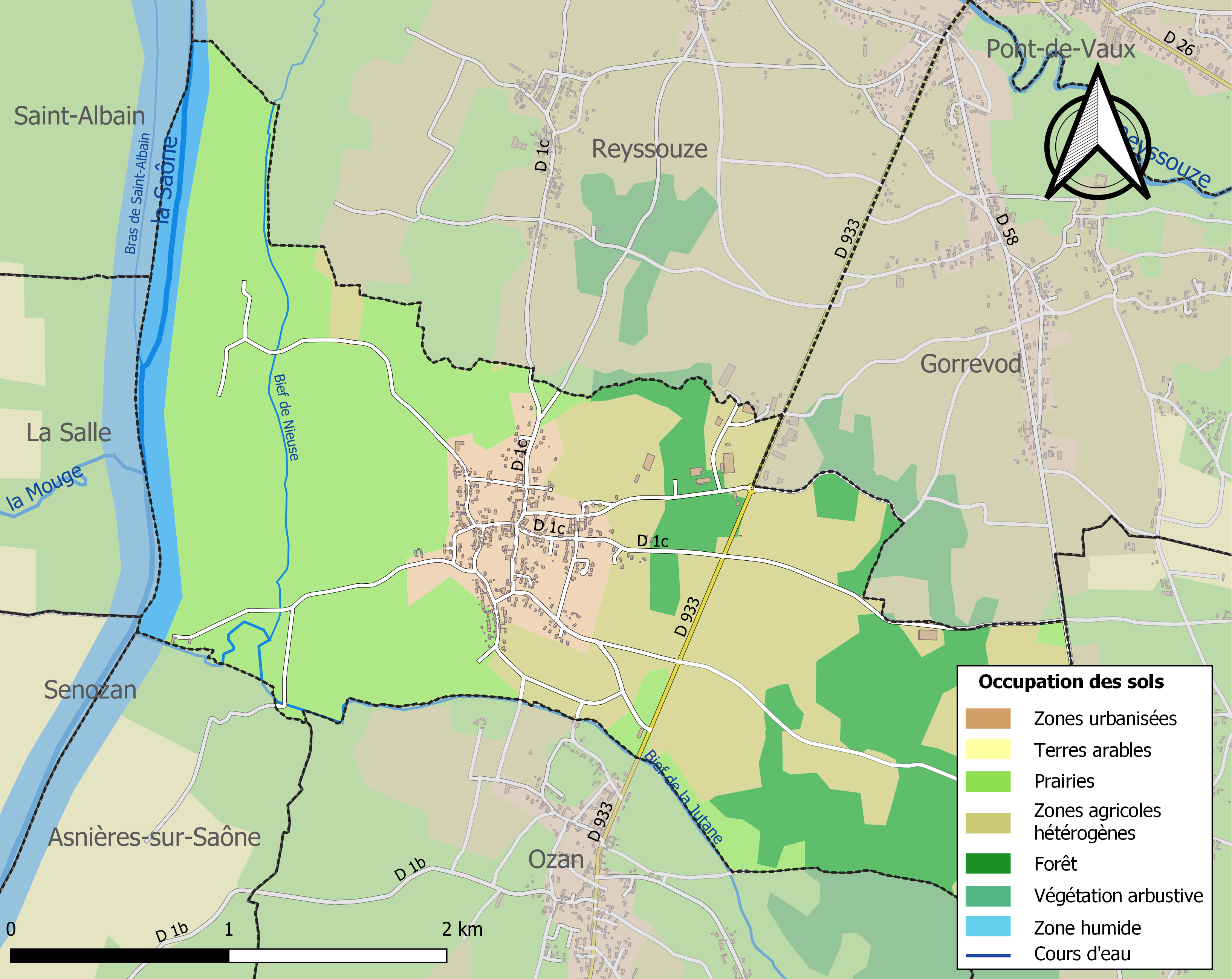

## Demografie
Onderstaande figuur toont het verloop van het inwoneraantal van Boz vanaf 1968. De cijfers zijn afkomstig van het Frans bureau voor statistiek en bevatten geen dubbel getelde personen (volgens de gehanteerde definitie population sans doubles comptes).
Vanwege een beveiligingsprobleem met de MediaWiki Graph-software is het momenteel niet mogelijk deze grafiek weer te geven. Zodra de software is bijgewerkt zal de grafiek vanzelf weer zichtbaar worden.